# Thích Chân Quang
Thích Chân Quang (tên thật là Vương Tấn Việt, sinh ngày 9 tháng 12 năm 1959) là một Thượng tọa Phật giáo người Việt Nam. Ông hiện là trụ trì chùa Phật Quang ở Bà Rịa – Vũng Tàu.
Năm 2024, nội dung bài thuyết giảng của Thượng tọa Thích Chân Quang trên các nền tảng xã hội hứng nhiều chí trích từ cộng đồng mạng. Giáo hội Phật giáo Việt Nam cho rằng một số nội dung thuyết pháp của Thượng tọa Thích Chân Quang về giáo lý nhân quả không đúng Chánh pháp và ra quyết định cấm Thượng tọa Thích Chân Quang thuyết giảng dưới mọi hình thức trong vòng 2 năm.

## Xuất thân
Thích Chân Quang sinh ngày 9 tháng 12 năm 1959 (với tên khai sinh là Vương Tấn Việt) tại Đắk Lắk nhưng sống ở Sài Gòn từ nhỏ. Cha ông sinh ở miền Tây quê gốc Nghệ An, mẹ gốc Huế.
Theo báo Người Việt, Thích Chân Quang từng về Nghệ An nhận họ hàng với Hồ Chí Minh. Theo tờ báo, Thích Chân Quang cho rằng Nguyễn Sinh Sắc, thân sinh Hồ Chí Minh, lúc lưu lạc ở miền Tây kiếm sống bằng nghề bốc thuốc, đã đổi thành họ Vương để tránh tai mắt chính quyền. Tại đây, Nguyễn Sinh Sắc chữa khỏi bệnh cho một người dân. Để đền cái ơn đấy, gia đình ông này đã gả cô con gái tên là Mai cho Sinh Sắc và sau đó sinh ra một con trai, đặt tên là Vương Chí Nghĩa, người được cho là cha của Vương Tấn Việt.

## Quá trình tu học
Năm 1980, Thích Chân Quang xuất gia và tu học tại Thiện viện Thường Chiếu, tại Đồng Nai dưới sự hướng dẫn của Hòa thượng Thích Thanh Từ. Sau đó, ông được nhận làm môn đệ của Hòa thượng Thích Huệ Hưng, trụ trì Tu viện Huệ Quang, thành phố Hồ Chí Minh. Năm 1984, sau một thời gian tu học thì ông thọ giới tì-kheo.
Năm 1992, Thích Chân Quang về chùa Phật Quang ở núi Dinh, Bà Rịa – Vũng Tàu và trở thành trụ trì ngôi chùa này.
Năm 2007, Thích Chân Quang được tấn phong lên làm Thượng tọa.

## Học vấn
Thích Chân Quang (tức Vương Tấn Việt) được cho đã thi cấp 3 bổ túc văn hóa (hệ tại chức) tại hội đồng trường Trung Nhất, quận Phú Nhuận (TP HCM), vào ngày 6-6-1989 và được cho là sử dụng bằng tốt nghiệp phổ thông hệ bổ túc văn hóa được cấp ngày 12-7-1989 có chữ ký của bà Vương Thị Tần, Phó Giám đốc Sở Giáo dục và Đào tạo Thành phố Hồ Chí Minh. Tuy nhiên, vào tháng 8 năm 2024, qua rà soát, Sở Giáo dục và Đào tạo TP HCM đã xác nhận Thích Chân Quang không có tên trong danh sách dự thi và bảng ghi điểm kỳ thi tốt nghiệp bổ túc văn hóa cấp 3 năm 1989 và ông cũng không có tên trong danh sách cấp bằng tốt nghiệp cấp 3 bổ túc văn hóa khóa ngày 6-6-1989 tại thành phố.
Năm 2001, ông tốt nghiệp cử nhân ngành tiếng Anh của Trường Đại học Hà Nội, hệ đào tạo từ xa.
Năm 2017 ông trúng tuyển vào cử nhân ngành Luật, văn bằng 2 hệ vừa học vừa làm tại Đại học Luật Hà Nội mở tại Trường cao đẳng Bách Việt, TP.HCM, và tốt nghiệp trường này năm 2019.
Tháng 11 năm năm 2019, ông trúng tuyển làm nghiên cứu sinh ngành luật hiến pháp - hành chính tại Đại học Luật Hà Nội. Cuối năm 2021, ông bảo vệ luận án với điểm cao gần như tuyệt đối .
Tháng 12 năm 2023, ông bắt đầu làm nghiên cứu tiến sĩ ngành Tôn giáo học tại Trường Đại học Khoa học Xã hội và Nhân văn, Đại học Quốc gia Hà Nội.
Ngày 21 tháng 10 năm 2024, Bộ Giáo dục và Đào tạo đã công bố kết quả xác minh bằng cấp III bổ túc văn hóa của ông Vương Tấn Việt , trong đó xác định ông Vương Tấn Việt đã sử dụng bằng cấp III bổ túc văn hóa không hợp pháp và ông Việt cũng đã thừa nhận việc này. Bộ Giáo dục và Đào tạo đã yêu cầu các trường đại học liên quan khẩn trương thu hồi văn bằng đã cấp cho ông Vương Tấn Việt.

## Luận án tiến sĩ
Trong luận văn tiến sĩ "Nghĩa vụ con người trong pháp luật quốc tế và pháp luật Việt Nam" dài 293 trang, Thích Chân Quang đã đề cập đến trách nhiệm và nghĩa vụ liên quan trực tiếp đến mỗi con người, mỗi xã hội trên toàn cầu và ở Việt Nam, trong đó tác giả cho rằng "trước khi nói đến quyền con người hãy nói về nghĩa vụ con người". Kết quả luận án được trình bày trong 4 báo cáo hội thảo
- "Một số vấn đề về thủ tục hành chính đối với lao động di cư". Hội thảo Vấn đề pháp luật đặt ra đối với lao động di cư kinh nghiệm Việt Nam kinh nghiệm Việt Nam và Trung Quóc, tr. 361-406. Đại học Luật Hà Nội (2019).[17]
- "Thực hiện pháp luật Bảo hiểm Y tế từ góc độ nghĩa vụ công dân ở Việt Nam - Thực trạng và một số kiến nghị". Hội thảo Pháp luật Bảo hiểm Y tế của Đức và Việt Nam - Tiếp cận từ góc độ so sánh và những đề xuất cho Việt Nam, tr. 78-100. Đại học Luật Hà Nội (2020).
- "Nghĩa vụ con người trên con đường từ triết học đến pháp luật", Hội thảo Những vấn đề lý luận hiện đại về Nhà nước và Pháp luật, tr. 309-326. Đại học Quốc gia Hà Nội và Đại học Luật Hà Nội (2020).
- "Quản trị nghĩa vụ trong kỷ nguyên kỹ thuật số: cơ hội và thách thức cho xây dựng "Chính phủ tốt"", Hội thảo Quản trị tốt và phòng, chống tham nhũng - Cơ hội và thách thức trong kỷ nguyên công nghệ số, tr. 358-380. Đại học Quốc gia Hà Nội (2021)

và một bài báo nghiên cứu:
- "Tầm quan trọng của việc thúc đẩy nghĩa vụ con người trong lý luận, pháp luật và thực tiễn".Tạp chí Pháp luật về quyền con người, tr 22–29, Số 2 (23), 2022 [18]

Sáng ngày 3 tháng 4 năm 2022, ông được Trường Đại học Luật Hà Nội cấp bằng Tiến sĩ ngành Luật.

### Nhận xét
Luận án tiến sĩ của Thượng tọa Thích Chân Quang nhận được nhiều đánh giá khác nhau. Giáo sư Hoàng Chí Bảo, nguyên Ủy viên Hội đồng lý luận Trung ương, cho rằng luận án này là sự đột phá, có những sự phá cách trong quá trình bảo vệ Luận án. Ở chiều ngược lại, Nguyễn Quốc Tấn Trung, một nghiên cứu sinh ngành luật quốc tế tại Đại học Victoria (Canada), không đồng tình với quan điểm của nhà sư trong luận án, cho rằng "phúc lợi là thứ có thể đánh đổi bằng nghĩa vụ được, nhưng mà nhân quyền là thứ hoàn toàn khác, không thể đánh đổi bằng nghĩa vụ".

## Các hoạt động khác

### Hoạt động xã hội
Hội Từ Thiện Phật Quang tập hợp những người cùng chung chí hướng, cùng  mong muốn đóng góp, chia sẻ thời gian, vật chất, công sức của mình cho những nơi cần được giúp đỡ. Đối tượng hỗ trợ: người già neo đơn, đồng bào bị thiên tai bão lụt, học sinh nghèo hiếu học... Ngoài ra Hội còn tham gia xây dựng cầu, đường ở nông thôn, thực hiện những chương trình phát động Đạo đức học đường.
Năm 2017, Thích Chân Quang thành lập "Hội yêu rác". Hội này tổ chức hoạt động nhặt rác ở đường phố và các nơi công cộng. Ngoài ra hàng năm hội còn tổ chức ngày hội làm sạch môi trường "Clean Day" với hàng nghìn người tham gia.
Các đạo tràng và chúng thanh niên được mở ra khắp cả nước để cùng nhau tu tập và làm các hoạt động xã hội. Tiêu biểu là các hoạt động nhặt rác, đắp đường, trồng cây nhằm gây tạo công đức tu tập và cống hiến sức lực cho cộng đồng.

### Âm nhạc
Từ thuở nhỏ, Thích Chân Quang đã yêu thích âm nhạc. Khi đang làm công tác phụ trách thanh niên tại Đồng Nai, ông viết bản hợp xướng bài hát "Lá Đỏ" của nhạc sĩ Hoàng Hiệp để góp phần chào mừng ngày Quốc Khánh năm 1976. Từ đó, ông đã sáng tác nhiều ca khúc với nhiều chủ đề khác nhau. Trong đó bài ca "Vesak thiêng liêng" đã được phát trong buổi khai mạc Đại lễ Phật đản Liên hợp quốc 2008. Đến năm 2013, ông đã là tác giả của hơn 150 nhạc phẩm; xuất bản 2 tuyển tập nhạc: Bên kia sông mặt trời (53 bài) và Những điều thiêng liêng (50 bài) cùng 2 album nhạc. Đại diện Tổ chức Kỷ lục Việt Nam đã xác lập kỷ lục "Tu sĩ Phật giáo sáng tác nhạc Phật giáo nhiều nhất" cho Thượng tọa Thích Chân Quang.

## Tranh cãi

### Nội dung thuyết pháp
Thích Chân Quang từng có nhiều câu nói gây tranh cãi khi thuyết giảng pháp như: "Trung Quốc là anh, Việt Nam là em", "cái võng là nơi tiêu diệt hết công đức của chúng sinh", "phải tìm tiền mệnh giá cao và đưa cho thầy trụ trì. ông thầy trụ trì mới làm được việc đạo".
Thích Chân Quang bị dư luận phản ứng gay gắt khi chỉ trích Thích Minh Tuệ, một tu sĩ Phật giáo thực hành các hạnh đầu đà, trong một bài thuyết pháp cho rằng mọi người đang sùng bái một người mà ông gọi là "thằng ba trợn mặc áo rách, ôm nồi cơm đi bộ hành".
Ngày 19 tháng 4 năm 2024, Giáo hội Phật giáo Việt Nam đã giao Ban Hoằng pháp Trung ương và Văn phòng II Trung ương Giáo hội tổ chức buổi làm việc để kiểm điểm, chấn chỉnh về các bài giảng luật nhân quả gây hoang mang dư luận.
Ngày 19 tháng 6 năm 2024. Giáo hội Phật giáo Việt Nam ra quyết định kỷ luật Thượng tọa Thích Chân Quang không được thuyết giảng dưới mọi hình thức; không chủ trì tổ chức các sự kiện tập trung đông người tại chùa Thiền Tôn Phật Quang và các địa điểm khác trong vòng 2 năm.

### Các sự kiện tranh cãi khác
Ngày 5 tháng 2 năm 2017, hàng nghìn người đã về bến sông trước cửa đình làng Bát Tràng để tham dự lễ phóng sinh do Thượng tọa Thích Chân Quang chủ trì, tại buổi lễ này nhiều tấn cá, trong đó có cá chim trắng được thả phóng sinh. Loài cá chim trắng đó có các tên gọi là Colossoma brachypomum, Piaractus brachypomus và là loài ngoại lai có nguy cơ xâm hại. Tuy nhiên loài này được Bộ Thủy sản liệt kê vào danh mục giống thủy sản nước ngọt được phép nhập khẩu thông thường từ năm 2001 và có tên trong Danh mục giống thuỷ sản được phép sản xuất, kinh doanh.
Năm 2021, clip các tu sĩ tại chùa Phật Quang (do Thích Chân Quang trụ trì) nuốt giun đất được phát tán trên mạng. Ban Thường trực Ban Trị sự tỉnh Bà Rịa - Vũng Tàu đã đề nghị Thượng tọa có tờ trình về cách giải quyết vụ việc này.